# Niki Torrão
Pour les articles homonymes, voir Torrão.
Nicholas Mário de Almeida Torrão, dit Niki Torrão (en chinois : 艾美達), né le 18 novembre 1987 à Johannesbourg en Afrique du Sud, est un footballeur international macanais. Il évolue actuellement au poste d'attaquant de Chao Pak Kei.

## Biographie

### Carrière en club
Avec le club macanais du SL Benfica, Niki Torrão dispute deux matchs en Coupe de l'AFC, pour un but inscrit. Lors de la saison 2013, il termine meilleur buteur du championnat de Macao avec 23 buts inscrits.

### Carrière internationale
Niki Torrão compte 15 sélections et 8 buts avec l'équipe de Macao depuis 2011.
Il est convoqué pour la première fois en équipe de Macao, pour un match des éliminatoires de la Coupe du monde 2014 contre le Viêt Nam le 29 juin 2011. Le match se solde par une défaite 6-0 des Macanais.
Il inscrit son premier but en équipe nationale le 14 octobre 2014, contre Singapour, lors d'un match amical. La rencontre se solde par match nul de 2-2. Il marque ensuite lors de l'année 2016 deux doublés, contre la Mongolie (victoire 2-1) et le Laos (victoire 4-1) durant l'AFC Solidarity Cup 2016.

## Palmarès
- Avec le Windsor Arch Ka I
  - Champion de Macao en 2011 et 2012

- Avec le SL Benfica
  - Champion de Macao en 2014, 2015 et 2016
  - Vainqueur de la Coupe de Macao en 2014